# منية الورتاني
منية الورتاني هي ممثلة تونسية، من أهم أعمالها المسلسل التونسي صيد الريم بطولة فتحي الهداوي، توفت يوم 13 أغسطس 2015  وقد مرت الممثلة منية الورتاني بظروف صحية صعبة جدا بعد اكتشاف إصابتها بمرض سرطان الرئة منذ شهر فيفري 2015.

## فيلموغرافيا

### السينما
- 1990: عقد الحمامة الضائع لالناصر خمير
- 1997: برتقال مر لميشيل سوش
- 2010: علاش لا؟ (فيلم قصير) لأمين شيبوب
- 2010: آخر ديسمبر لمعز كمون
- 2012: صبر مرير لنصر الدين السهيلي

### الأعمال التلفزية

#### المسلسلات
- 1996: الخطاب على الباب (ضيفة شرف) لصلاح الدين الصيد بدور شقيقة المنجي.
- 2003: شمس وظلال لعز الدين الحرباوي بدور جليلة.
- 2005: شعبان في رمضان لسلمى بكار بدور سامية.
- 2006: حكايات العروي للحبيب الجمني.
- 2006: نواصي وعتب لعبد القادر الجربي.
- 2007: الليالي البيض لالحبيب المسلماني بدور رجاء (صديقة كوثر).
- 2007: كمنجة سلامة لحمادي عرافة بدور وهيبة.
- 2008: صيد الريم لعلي منصور بدور دلندة.
- 2010: من أيام مليحة لعبد القادر الجربي.
- 2013: يوميات امرأة لمراد بن الشيخ بدور جارة داليا.

#### الأفلام التلفزية
- 1987: طفل إسمه يسوع (فيلم إيطالي) لفرانكو روسي.

## وصلة خارجية
- منية الورتاني على موقع IMDb (الإنجليزية)
- منية الورتاني على موقع قاعدة بيانات الأفلام العربية
- منية الورتاني على موقع أول موفي (الإنجليزية)
- منية الورتاني على موقع كينوبويسك (الروسية)

منية الورتاني على قاعدة بيانات الأفلام العربية.